# Les Epesses
Les Epesses é uma comuna francesa na região administrativa da Pays de la Loire, no departamento de Vendéia. Estende-se por uma área de 31,29 km². Em 2010 a comuna tinha 2 929 habitantes (densidade: 93,6 hab./km²).